# Тофт Хансен, Ульрика
Ульрика Тофт Хансен (швед. Ulrika Toft Hansen, в девичестве Огрен (швед. Ågren); 13 июля 1987, Банкерюд, Швеция) — шведская гандболистка, участница летних Олимпийских игр 2012 года, бронзовая медалистка чемпионата Европы 2014 года.

## Карьера
В 2012 году Огрен дебютировала на летних Олимпийских играх в Лондоне. Шведская сборная на турнире выступила крайне неудачно, проиграв все 5 матчей и заняв итоговое 11-е место. В 2014 году шведские спортсменки стали бронзовыми призёрами европейского первенства. Всего в составе сборной Ульрика сыграла 60 матчей, в которых забила 92 мяча.

## Достижения
- Чемпионка Швеции: 2009, 2010
- Чемпионка Дании: 2016
- Обладательница Кубка Германии: 2015
- Обладательница Кубка Дании: 2018

## Личная жизнь
Встречается с датским гандболистом Хенриком Тофт Хансеном. В апреле 2015 года было объявлено, что Ульрика приостанавливает свою спортивную карьеру, поскольку ждёт ребёнка.